# Wicket
Il termine wicket è utilizzato sia nel gioco del cricket che in quello del croquet ed assume molteplici significati. La parola prende in entrambi i casi origine da un termine arcaico della lingua inglese che significa piccola porta.

## Cricket

Schema e dimensioni di un wicket di cricket

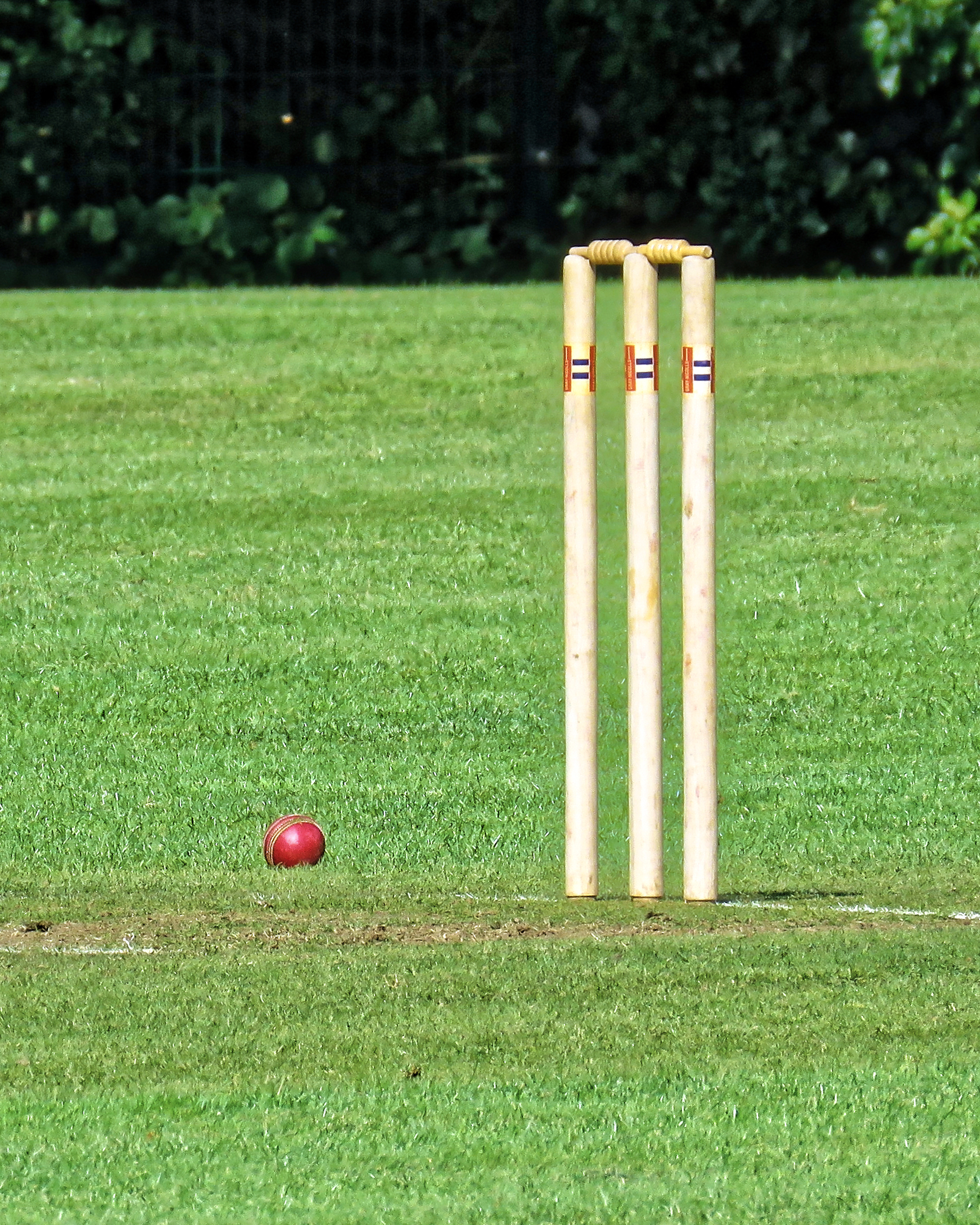
Un wicket (con una palla vicina) di cricket

Nel mondo del cricket il termine assume tre significati:
- Il termine nel suo uso originario si riferisce ai due gruppi di tre paletti di legno (stumps) situati ai due lati della parte centrale del campo di cricket (pitch) e sormontati da due piccoli stecchini di legno (bails). Le dimensioni del wicket, degli stumps e dei bails sono regolate dall'ottava legge del cricket.[2]
- Poiché per eliminare un battitore in tale gioco il lanciatore deve riuscire a colpire uno dei tre paletti con la palla, col tempo il termine wicket ha assunto anche il significato di eliminazione; pertanto una eliminazione di un battitore viene spesso indicata con l'espressione ottenere un wicket. Il termine è diventato di uso comune ed è utilizzato anche in caso in cui un battitore venga eliminato in altri metodi, ad esempio per presa al volo della palla battuta (catch).
- Il termine è utilizzato anche per indicare la parte centrale del campo, il cui nome esatto è pitch. Riguardo a questo uso le Leggi del cricket giudicano chiaramente che questo uso è improprio e pertanto non viene mai usato nelle comunicazioni ufficiali, sulla stampa e nelle telecronache. Per contro è abbastanza diffuso tra i tifosi, specie quelli di una certa età.

Questo nome è dovuto al fatto che inizialmente gli stumps che componevano un wicket erano solo due, sormontate da un unico bail, rendendo il tutto molto simile ad appunto una piccola porta. Il terzo paletto è stato aggiunto nel 1775.

## Croquet
Nel gioco del croquet il termine è usato in America per indicare le porte attraverso cui bisogna far passare la palla. Il termine in realtà è usato frequentemente ma non è propriamente corretto, in quanto la dizione più precisa sarebbe hoops.